# Stebník
Stebník (deutsch Stebnik, ungarisch Esztebnek – bis 1907 Sztebnik) ist eine Gemeinde im Osten der Slowakei mit 303 Einwohnern (Stand 31. Dezember 2024). Sie gehört zum Okres Bardejov, einem Kreis des Prešovský kraj, und wird zur traditionellen Landschaft Šariš gezählt.

## Geographie
Die Gemeinde befindet sich im Nordwestteil der Niederen Beskiden, genauer im Kleingebirge Busov, in einem Seitental im Einzugsgebiet des Bachs Kamenec, nahe der Staatsgrenze zu Polen. Die 900 m n.m. hohe Stebnícka Magura mit dem gleichnamigen Sender südlich des Ortes dominiert die Gegend. Das Ortszentrum liegt auf einer Höhe von 380 m n.m. und ist 13 Kilometer von Bardejov entfernt.
Nachbargemeinden sind Stebnícka Huta im Norden, Chmeľová im Nordosten, Zborov im Osten und Südosten, Bardejov (Stadtteil Bardejovské Kúpele) im Süden, Mokroluh im Südwesten, Nižný Tvarožec und Vyšný Tvarožec im Westen und Uście Gorlickie (Dorf Blechnarka, PL) im Nordwesten.

## Geschichte
Stebník wurde zum ersten Mal 1414 als Zobapathaka schriftlich erwähnt, als Teil des Herrschaftsguts der Burg Makovica. 1427 wurden in einem Steuerverzeichnis neun Porta verzeichnet. 1787 hatte die Ortschaft 72 Häuser und 450 Einwohner, 1828 zählte man 82 Häuser und 618 Einwohner, die als Viehhalter und Waldarbeiter, aber auch als Radmacher, Tischler und Zimmerleute beschäftigt waren. Das ungarische Geschlecht Erdődy besaß im 19. Jahrhundert große Waldflächen rund um den Ort.
Bis 1918 gehörte der im Komitat Sáros liegende Ort zum Königreich Ungarn und kam danach zur Tschechoslowakei beziehungsweise heute Slowakei.

## Bevölkerung
| Jahr                | 1994 | 2004    | 2014     | 2024    |
| ------------------- | ---- | ------- | -------- | ------- |
| Anzahl der Personen | 359  | 340     | 294      | 303     |
| Unterschied         |      | −5,29 % | −13,52 % | +3,06 % |

| Jahr                | 2023 | 2024    |
| ------------------- | ---- | ------- |
| Anzahl der Personen | 311  | 303     |
| Unterschied         |      | −2,57 % |

Gemäß der Volkszählung 2011 wohnten in Stebník 315 Einwohner, davon 255 Slowaken, 46 Russinen, sieben Ukrainer, zwei Polen und ein Tscheche. Vier Einwohner machten keine Angabe zur Ethnie.
242 Einwohner bekannten sich zur griechisch-katholischen Kirche, 48 Einwohner zur römisch-katholischen Kirche, sieben Einwohner zur Evangelischen Kirche A. B. und drei Einwohner zur orthodoxen Kirche. 10 Einwohner waren konfessionslos und bei fünf Einwohnern wurde die Konfession nicht ermittelt.

## Bauwerke
- griechisch-katholische Paraskevakirche im klassizistischen Stil aus dem Jahr 1838